# Pardosa amkhasensis
Pardosa amkhasensis är en spindelart som beskrevs av Benoy Krishna Tikader och C.L. Malhotra 1976. Pardosa amkhasensis ingår i släktet Pardosa och familjen vargspindlar. Inga underarter finns listade i Catalogue of Life.